# Marktstraße 15 (Cochstedt)

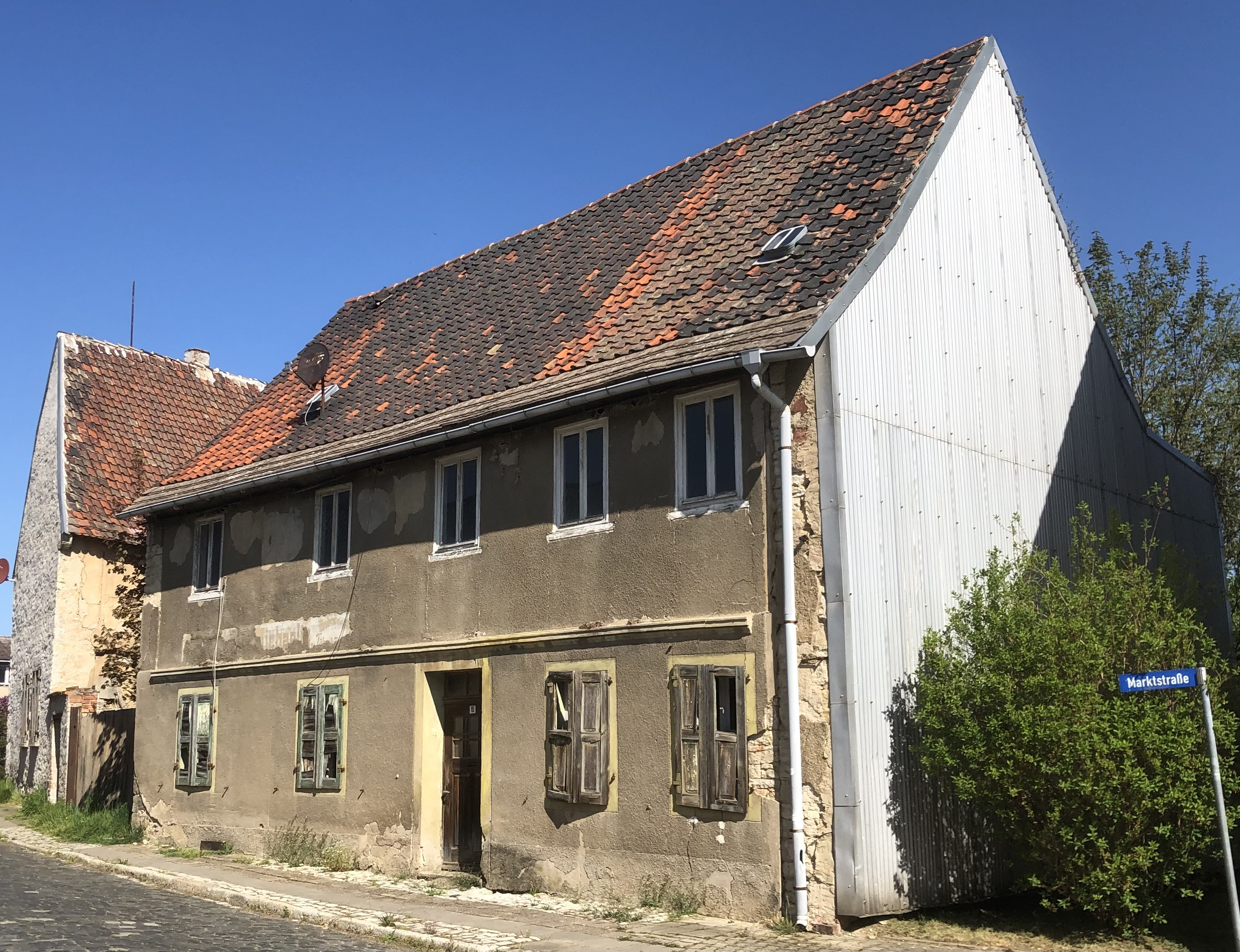
Marktstraße 15 in Cochstedt im Jahr 2022

Das Gebäude Marktstraße 15 ist ein denkmalgeschütztes Wohnhaus in Cochstedt in Sachsen-Anhalt.

## Lage
Das Haus befindet sich im Ortszentrum des zur Stadt Hecklingen gehörenden Ortsteils Cochstedt, auf der Nordseite der Marktstraße gegenüber einer Straßeneinmündung.

## Architektur und Geschichte
Der zweigeschossige traufständige Bau stammt aus dem 18. Jahrhundert und gilt als typisch für die Region. Die Fassade ist fünfachsig ausgeführt und verputzt. Während das Erdgeschoss in massiver Bauweise errichtet wurde, entstand das Obergeschoss in Fachwerkbauweise. Die Giebelseiten sind in voller Höhe aus Bruchsteinen gemauert. Bedeckt ist der Bau von einem Satteldach. Im Erdgeschoss sind Kreuzstockfenster sowie Fensterläden erhalten.
Derzeit (Stand 2022) steht das Haus leer und ist sanierungsbedürftig.
Im örtlichen Denkmalverzeichnis ist das Wohnhaus unter der Erfassungsnummer 094 16487 als Baudenkmal eingetragen.